# Sétif (província)
Setif (árabe: ولاية سطيف) é uma província da Argélia. A província possui 59 comunas e 1.489.979 habitantes (Censo 2008). É a segunda maior wilaya em número de habitantes, perdendo apenas para Argel.
Como capital da Mauritânia Setifiana (séculos III e IV a.C.), a wilaya ainda possui alguns vestígios do período, como refúgios, basílicas e circos antigos. Além disso há diversas ruínas dos tempos da dominação romana na região.